# Suresnes
Suresnes là một xã trong vùng đô thị Paris, thuộc tỉnh Hauts-de-Seine, vùng hành chính Île-de-France của nước Pháp, có dân số là 48.763 người (thời điểm tháng 1 năm 2018).

## Các thành phố kết nghĩa
- Villach, Áo
- Hannoversch Münden (Hann. Münden), Đức
- Kragujevac, Serbia
- Colmenar Viejo, Tây Ban Nha

## Những người con của thành phố
- Brice Guyart, vận động viên đấu kiếm
- Henry Louveau, vận động viên đua xe
- Jörg Kalt